# Thomas Elbert

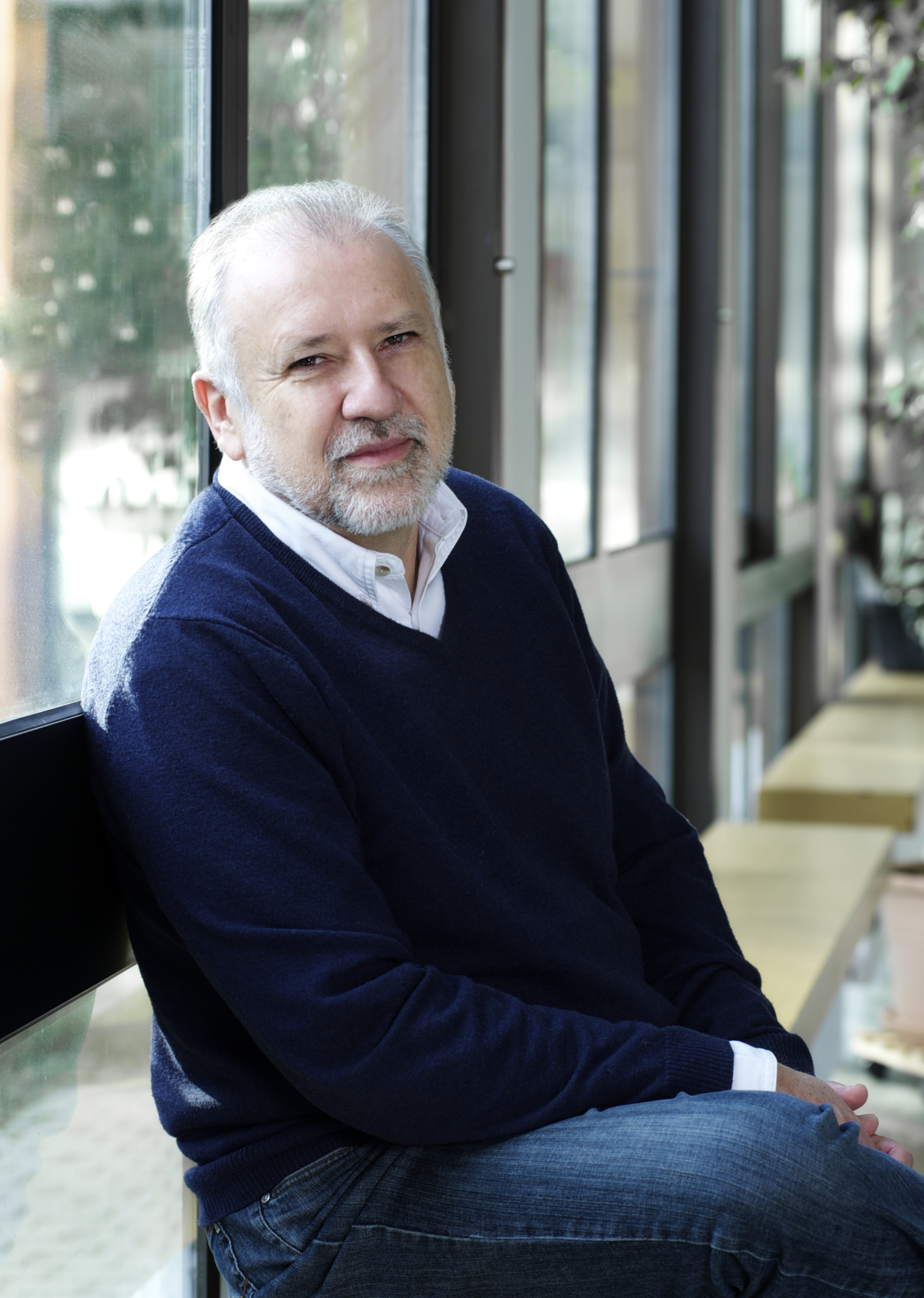
Thomas Elbert, 2011

Thomas Elbert (* 3. März 1950 in Lindenberg im Allgäu) ist ein deutscher Neuropsychologe.

## Leben und Wirken
Elbert studierte in München Physik, Mathematik und Psychologie (Diplom 1975) und wurde 1978 in Tübingen promoviert. Dort lehrte er anschließend bis 1989, unterbrochen von Gastprofessuren an der Pennsylvania State University und an der Universität Stanford (1987/88).
1990 wechselte er auf eine Professur an die Universität Konstanz und folgte 1991 einem Ruf an die Universitätsklinik Münster. 1995 kehrte er nach Konstanz zurück, wo er bis heute die Professur für Klinische Psychologie und Klinische Neuropsychologie innehat.
Elbert ist Spezialist für Trauma-Forschung. Er betrieb Feldstudien in Konfliktgebieten wie Afghanistan, Kongo, Ruanda, Somalia, Sri Lanka und Uganda. Er ist Mitentwickler der Narrativen Expositionstherapie, die seelische Erkrankungen infolge traumatischen Stresserlebens behandelt. Seine Untersuchungen zur „Psychobiologie menschlicher Gewalt- und Tötungsbereitschaft“ fördert die DFG seit 2010 als Reinhart Koselleck-Projekt.
Elbert ist Sprecher der DFG-Forschergruppe 751 The Science of Social Stress und Vorstandsmitglied von „vivo international“ (victims voice), die mit Überlebenden organisierter Gewalterfahrungen arbeitet. Elbert wurde im Jahr 2009 zum Mitglied der Gelehrtenakademie Leopoldina gewählt; weiterhin ist er Mitglied der Berlin-Brandenburgischen Akademie der Wissenschaften. 2010 wurde er mit dem Hector Wissenschaftspreis ausgezeichnet und 2013 in die Hector Fellow Academy aufgenommen. Für 2016 wurde Elbert gemeinsam mit Maggie Schauer der Carl-Friedrich-von-Weizsäcker-Preis zugesprochen. 2019 erhielt er den Deutschen Psychologie-Preis.
2023 wurde er zum Mitglied der Academia Europaea gewählt.

## Rundfunkberichte
- Eva Lauterbach: Thomas Elbert, Psychologe und Trauma-Experte vom 9. Mai 2013